# Elam
Elam (perzijski: تمدن ایلام, arapski: حضارة عيلام) je jedna od najstarijih poznatih civilizacija. Elam je bio smješten na krajnjem jugozapadu Irana što uključuje Ilamsku pokrajinu,  Chaharmahal Bakhtiari nizine Huzestana), te dijelove južnog Iraka. Razdoblje Elama trajalo je od oko 2700. pr. Kr. do 539. pr. Kr., a prethodio mu je ono što se danas naziva proto-elamsko razdoblje, koje je započelo 3200. pr. Kr. kada je Suza (kasnije glavni grad Elama) počeo biti pod utjecajem kultura iranske visoravni na istoku.
Drevni Elam je ležao istočno od Sumera i Akada koji se nalaze u modernom Iraku. U staroelamskom razdoblju sastojao se od kraljevstava na Iranskoj visoravni smještenih oko Anšana, dok je od sredine 2. tisućljeća pr. Kr. bio je smješten u Suzi odnosno na ravnicama Huzestana. Kultura mu je igrala važnu ulogu u Perzijskom Carstvu, pogotovo u doba ahemendiske dinastije koja ga je naslijedila, a elamski jezik zadržao se u službenoj upotrebi na perzijskom kraljevskom dvoru.
Elamsko razdoblje smatra se početkom povijesti Irana, iako su postojale starije civilizacije na iranskoj visoravni, kao što su Manejsko kraljevstvo u iranskom Azarbajdžanu i Šaher-e Sohta („Spaljeni grad”) u Zabolu, odnosno nedavno otkrivena Džiroftska kultura na istoku. Elamski jezik nije bio srodan nijednom od iranskih jezika, ali bi mogao biti dio veće porodice koja se naziva elamo-dravidskom.
Prema drevnom Elamu nazvana je Ilamska pokrajina, jedna od 31 pokrajine suvremenog Irana.

## Vanjske poveznice
- Povijesne karte Elama[neaktivna poveznica]
- Povijest Elama, SusaCity.org
- Povijest Elama
- Povijest Elamskog kraljevstva
- Elamska umjetnost
- Sva carstva - Elamsko carstvo  Arhivirana inačica izvorne stranice od 27. rujna 2007. (Wayback Machine)
- Elam u antičkom Iranu
- Enciklopedija Iranica: Elam
- Istraživanje populacije i jezika u zadnjih 120.000 godina  Arhivirana inačica izvorne stranice od 15. prosinca 2018. (Wayback Machine)